# 超艺术托马森
托马森或超艺术托马森（日语：超芸術トマソン）是日本艺术家赤濑川原平在80年代命名的一种概念艺术。它指的是作为建筑或建筑环境的一部分被保留下来的无用的遗物或结构，其本身已经成为一件艺术品。这些物体，虽然具有概念艺术作品的外观，但并不是为了被这样看待而创作的。赤濑川认为它们甚至比艺术本身更像艺术，并将其命名为"超艺术"。近年来，人们对托马森的兴趣再次升温，特别是在2010年赤濑川关于这一主题的作品以英文出版后。

## 脚注
1. ↑  . 美術手帖.   [2021-12-18]. （原始内容存档于2021-12-25） （日语）.